# テーマパーク

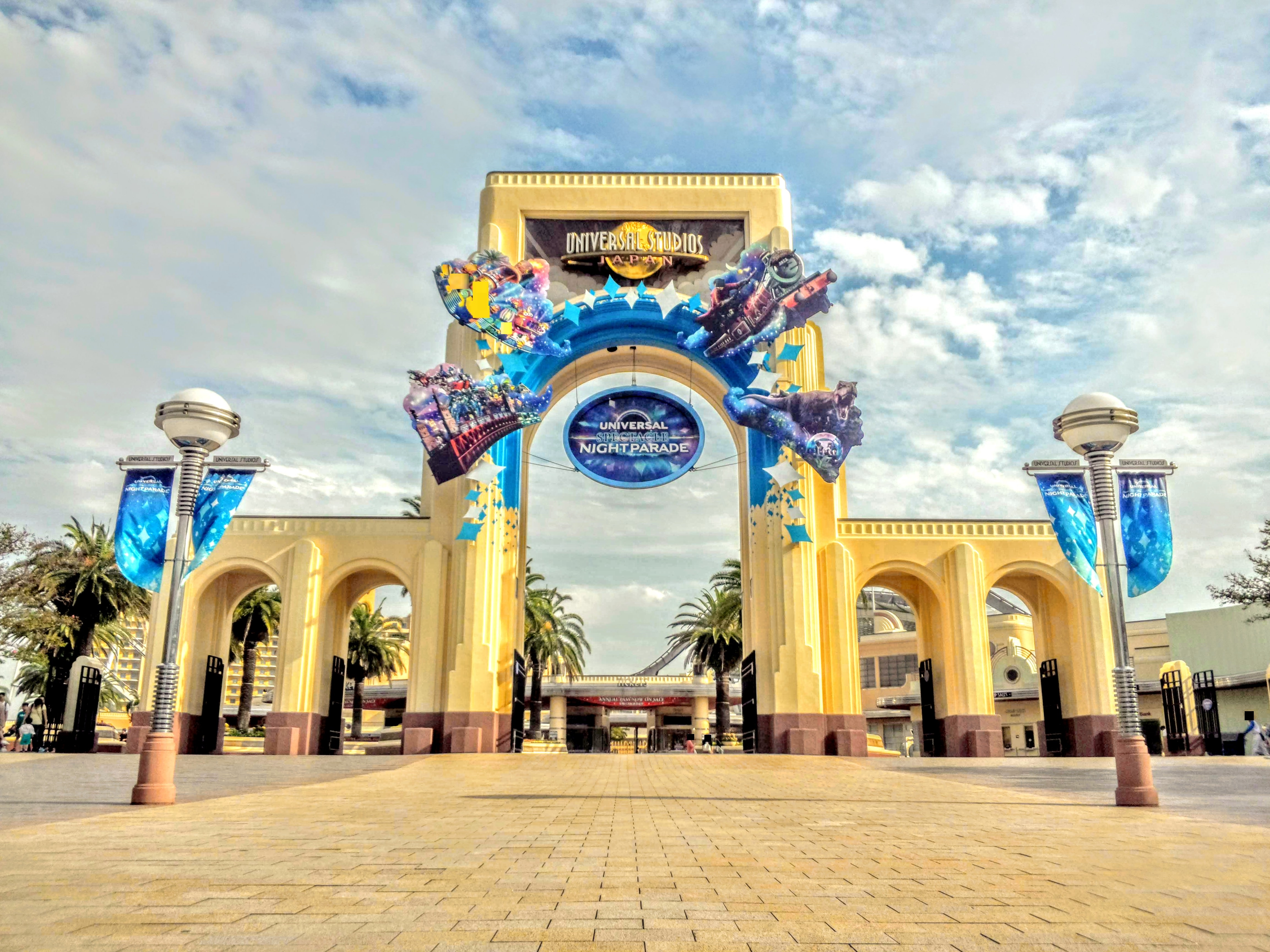
ユニバーサル・スタジオ・ジャパン

テーマパーク（英語: theme park）は、日本では、特定のテーマ（特定の国の文化や、物語、映画、時代）をベースに全体が演出された観光施設を指す。娯楽やレジャー、知的好奇心を触発する各種趣向などを盛り込み、遊園地、動物園、水族館、博物館、ホテル、商業施設などを併設することもある。

## 概説

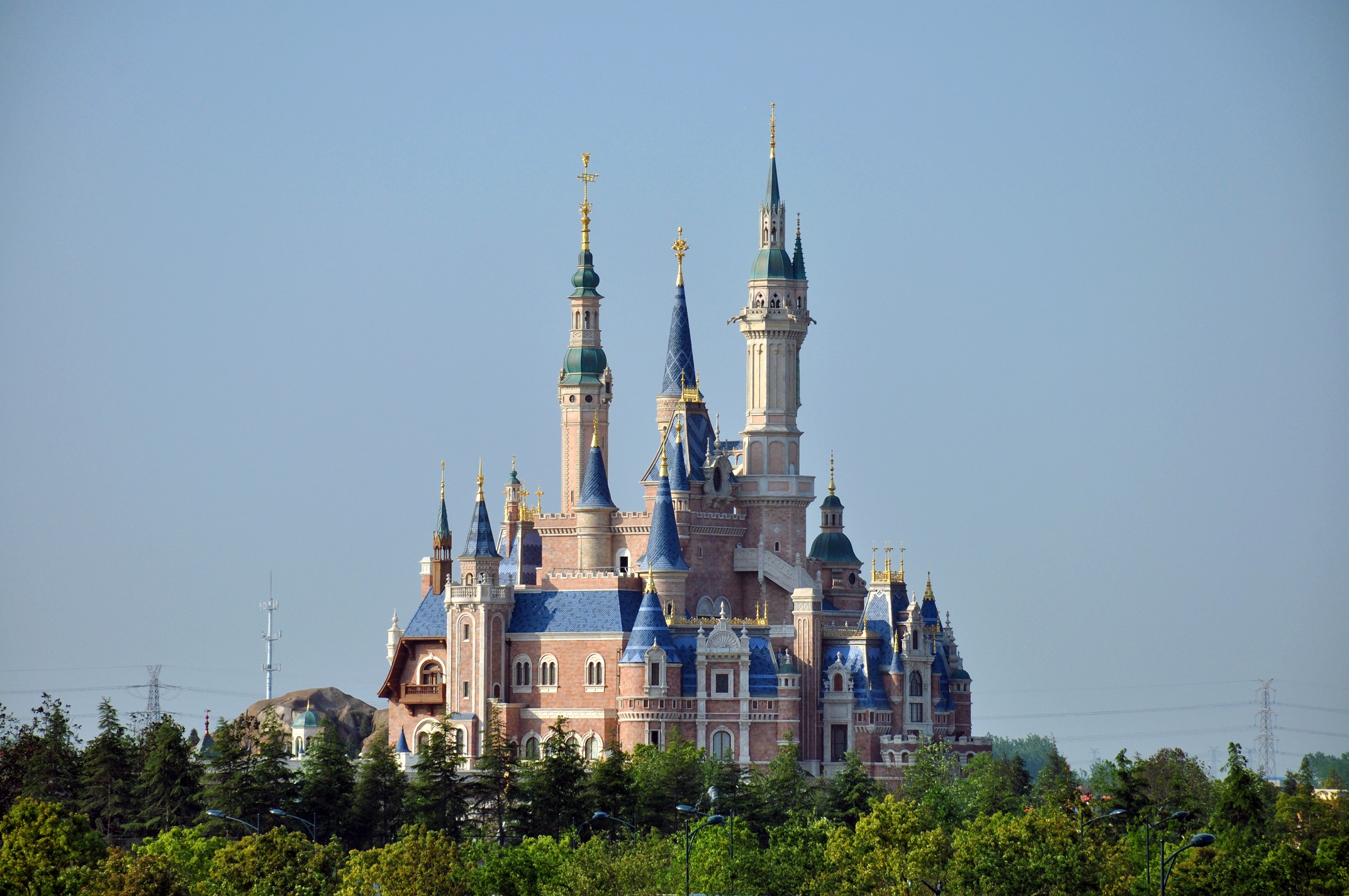
上海ディズニーランド

従来の行楽地は、その地域の観光名所にちなんだ内容に重点をおく場合もあったものの、多くにおいて定型の遊具や施設を設置するなどして、専ら行楽客がそれらで遊ぶという形態がとられており、そこには一貫性が無かった。テーマパークはそういった従来の「一貫性の無い行楽施設」との差別化を図るため、明確なテーマを掲げて遊具や施設、個々のみやげ物に至るまで、一貫性を持たせた行楽施設群である。その多くは複数の建物からなるなど、施設的にも大規模なものとなる傾向があるが、屋内型施設などに「ミニテーマパーク」などとして、所定のテーマに沿ったアトラクションを提供する施設も見られる。
テーマパークの性格は多種多様である。総合テーマを決めた遊園地という性格の強いもの（代表例は東京ディズニーランド）から、娯楽という側面を加えながらも社会教育や研究を重視した野外博物館的な性格のもの（代表例は博物館明治村やリトルワールド）や職業体験ができるもの（キッザニア）まで、さまざまなテーマパークがある。
17世紀頃英仏などで市民公園にメリーゴーランドのような遊機具が設置されて遊園地の歴史が始まり、その後1843年に開設されたデンマークのチボリ公園、1950年開設のオランダのEftelingパーク、さらに同じ頃にカリフォルニアの一家族が始めたナッツベリーファームなどが開業した。
そして1955年、ウォルト・ディズニーが白雪姫などアニメ制作で培った演出技法を駆使し、初代ディズニーランドを開業させた。これが本格的なテーマパークの始まりとされている。

## 日本のテーマパーク

### 起源
兵庫県宝塚市にあった宝塚ファミリーランド（1911年開園）、埼玉県所沢市にあったユネスコ村（1951年開園）、奈良県奈良市にあった奈良ドリームランド（1961年開園）、神奈川県横浜市にあった横浜ドリームランド（1964年開園）、愛知県犬山市にある博物館明治村（1965年開園）や京都市の東映太秦映画村（1975年開園）が、日本のテーマパークの草分けとも言えるが、日本においてテーマパークの呼称が一般化し、ビジネスモデルとして知られるようになったのは、1983年千葉県浦安市に開業した東京ディズニーランド（TDL）で用いられるようになってからである。

### 日本での流行と失墜
バブル景気の頃から1990年代中頃にかけて、通称リゾート法といわれる総合保養地域整備法（1987年制定）にも後押しされて、全国各地に観光の目玉とするためテーマパークと銘打った様々な施設が計画、建設されたが、十分なリピーターを獲得するだけの魅力に乏しい施設も多く、開業後・開業時に平成不況になった影響もあって来場者が不足し、各地で民事再生法や会社更生法などの適用が相次ぐこととなった。テーマパークの成功のためには、コンテンツの魅力と充実が求められる。特に、アメリカで一般的である余暇ハシゴ図式（＝Travel-career needs（1992）：Tourism:P261)などによる具体的検証が求められる。余暇ハシゴ図式は、アメリカで用いられるテーマパークのリピーター確保の基礎理論であり、こうした研究が充分されていないことは、観光系大学の課題でもある。第三セクター方式のテーマパークでは、全体の事業計画が定まらず、個々の関連施設は一定の事業利益を挙げるも全体の運営が立ち行かなくなったものも散見される。このような背景として、テーマパークの運営に関する基礎理論が学ばれておらず、適切に状況の分析や計画がなされずに損害が拡大したことも指摘される。
長崎の歴史とオランダの紹介という独自のテーマを掲げてテーマパークの先駆け的存在であった長崎オランダ村の閉鎖と再開の失敗による倒産は象徴的なものであるが、新潟ロシア村、柏崎トルコ文化村、富士ガリバー王国の3テーマパークの設立に参画し融資を行って破綻した新潟中央銀行や、第三セクター方式により設立した石炭の歴史村や夕張リゾートの開発や運営の失敗を伴って財政再建団体となった北海道夕張市などテーマパーク事業関係者には痛手を受けたものは少なくない。
日本では、千葉県浦安市にある東京ディズニーリゾート（TDR）と大阪市此花区にあるユニバーサル・スタジオ・ジャパン（USJ）が、テーマパーク業界において東西でそれぞれ一人勝ちの様相を呈している。

### ミニテーマパーク
テーマパークは複合行楽施設としての側面が強く、例えば東京ディズニーリゾートの東京ディズニーランド、東京ディズニーシーではアトラクションを含む遊具施設だけでなく、飲食店、みやげ物などの販売店も行楽施設内にあるほか、周辺地域にも宿泊施設、ショッピングモール、劇場施設があり、各施設間の移動手段の整備といった総合的なサービスを提供している。こういった統合型のサービスを提供するにはそれだけで大規模な土地が必要となり、大都市圏ではそれだけの土地を新規に確保するのは難しい。また一方このような大規模で総合的なテーマパークを運営していくためには膨大な数の行楽客を受け入れねばならず、初期投資も巨額に上るが、地方ではそれだけの土地を開発する負担に対応できるだけの財力が無い場合も少なくない。
こういった大型行楽施設とは別の方向性として、都市部の大型商業施設の1フロアやその一部を占有する形で、屋内型の「ミニテーマパーク」と呼ばれる施設も首都圏・大都市圏で2000年代より増加傾向が見られる。これら都市部のミニテーマパークは公共交通機関などによる交通の便が良く、また商業施設の利用者がついでに立ち寄る事もできるようアトラクション数や所要時間は少ない・短いなどの配慮が見られ、また屋内施設であることから全天候型施設としても人気を集める。
ミニテーマパークと呼ばれるものの中にはフードテーマパーク、レトロテーマパークなどといったスタイルも多いが、「働く事を体験する」という職業体験型テーマパークキッザニアや、自動車のショールーム内にアトラクションを設けたMEGAWEBのように、既存行楽施設から完全にかけ離れた様式も登場している。施設規模も小さいことからテナントとしても扱い易く、大型商業施設新設の際に導入されて集客が図られたり、また既存施設でもシーズンごとにアトラクション内容を入れ替え、リピーター獲得が行われたりしている。

## テーマパークの分類
経済産業省による定義では、
「遊園地」は、主として屋内、屋外を問わず、常設の遊戯施設を３種類以上（直接、硬貨・メダル・カード等を投入するものを除く）有し、フリーパスの購入もしくは料金を支払うことにより施設を利用できる事業所を指す
「テーマパーク」は、入場料をとり、特定の非日常的なテーマをもとに施設全体の環境づくりを行い、テーマに関連する常設かつ有料のアトラクション施設を有し、パレードやイベントなどと組み込んで、空間全体を演出する事業所を指す
と定義している。
遊園地・テーマパークの評論家である佐々木隆は、テーマパークを以下の8種類に分類している。
1. キャラクターテーマパーク
2. キッズテーマパーク
3. フードテーマパーク
4. 温泉テーマパーク
5. 時代再現テーマパーク
6. 映画・ドラマのテーマパーク
7. 街の再現テーマパーク
8. その他のテーマパーク

## 日本の主なテーマパーク一覧

### 北海道・東北
- 白い恋人パーク（北海道札幌市） - 白い恋人
- スパリゾートハワイアンズ（福島県いわき市） - ハワイ
- 登別伊達時代村（北海道登別市） - 江戸時代、戦国時代、忍者、日本文化
- リカちゃんキャッスル（福島県田村郡小野町） - リカちゃん

### 関東
- あしかがフラワーパーク（栃木県足利市） - 花と光の楽園
- 伊香保おもちゃと人形自動車博物館（群馬県吉岡町）
- いばらきフラワーパーク（茨城県石岡市） - 花
- イマーシブ・フォート東京（東京都江東区）
- 碓氷峠鉄道文化むら（群馬県安中市） - 鉄道
- カンドゥー（千葉県千葉市美浜区） - 子どもの職業体験
- キッザニア東京（東京都江東区） - 子どもの職業体験
- こもれびの森イバライド（茨城県稲敷市） - シルバニアファミリー
- ザ・ヒロサワ・シティ（茨城県筑西市）
- さがみ湖MORI MORI（神奈川県相模原市） - パディントン、アドベンチャーリゾート
- サンリオピューロランド（東京都多摩市） - サンリオキャラクター
- 新横浜ラーメン博物館（神奈川県横浜市港北区） - ラーメン
- スモールワールズ（東京都江東区） - ミニチュア
- 西武園ゆうえんち（埼玉県所沢市） - 昭和レトロ
- 大理石村ロックハート城（群馬県吾妻郡高山村） - 石と西洋の城
- ちいかわパーク（東京都豊島区）- ちいかわ
- つくばわんわんランド（茨城県つくば市） - イヌとネコ
- 東京サマーランド（東京都あきる野市）
- 東京ジョイポリス（東京都港区） - セガ
- 東京ディズニーリゾート（千葉県浦安市） - ディズニー
  - 東京ディズニーランド  - 夢と魔法の王国
  - 東京ディズニーシー - 冒険とイマジネーションの海
- 東京ドイツ村（千葉県袖ケ浦市） - ドイツ
- 東武ワールドスクウェア（栃木県日光市） - ミニチュア
- 東京湯楽城 成田 銭湯（千葉県富里市） - 温泉
- 那須ハイランドパーク（栃木県那須郡那須町）
- 那須高原りんどう湖ファミリー牧場（栃木県那須郡那須町） - スイス
- ナンジャタウン（東京都豊島区） - レトロ、フード
- 日光江戸村（栃木県日光市） - 江戸時代、戦国時代、忍者、日本文化
- モビリティリゾートもてぎ（栃木県芳賀郡茂木町） - モータースポーツ
- 箱根小涌園ユネッサン（神奈川県足柄下郡箱根町） - 温泉
- ふなばしアンデルセン公園（千葉県船橋市） - アンデルセンの童話
- メッツァ（埼玉県飯能市） - ムーミンと北欧の景観
- 横浜・八景島シーパラダイス（神奈川県横浜市金沢区） - 海・島・生きもの
- レゴランド・ディスカバリー・センター東京（東京都港区） - レゴブロック
- よみうりランド（東京都稲城市）
- ワーナー ブラザース スタジオツアー東京 - メイキング・オブ・ハリー・ポッター（東京都練馬区） - ハリーポッター

### 中部
- 忍野 しのびの里（山梨県南都留郡忍野村） - 忍者、戦国時代、日本文化
- 掛川花鳥園（静岡県掛川市）
- 芝政ワールド（福井県坂井市）
- ジブリパーク（愛知県長久手市） - スタジオジブリ
- 修善寺虹の郷（静岡県伊豆市）
- 山梨県立フラワーセンター ハイジの村（山梨県北杜市） - アルプスの少女ハイジ
- 高山昭和館（岐阜県高山市）
- 飛騨高山レトロミュージアム（岐阜県高山市）
- 博物館明治村（愛知県犬山市）
- 富士急ハイランド（山梨県富士吉田市）
- ラグナシア（愛知県蒲郡市） - 海
- リトルワールド（愛知県犬山市）
- レゴランド・ジャパン（愛知県名古屋市港区）[6] - レゴブロック

### 近畿
- アドベンチャーワールド（和歌山県西牟婁郡白浜町） - 動物
- 淡路ワールドパークONOKORO（兵庫県淡路市） - ミニチュア
- キッザニア甲子園（兵庫県西宮市） - 子どもの職業体験
- 空庭温泉 OSAKA BAY TOWER（大阪府大阪市港区） - 温泉
- ジオラマ・京都・JAPAN（京都府京都市右京区） - 鉄道模型
- 志摩スペイン村（三重県志摩市） - スペイン
  - パルケエスパーニャ
- 志摩地中海村（三重県志摩市） - スペイン、イタリアの地中海沿岸
- 白浜エネルギーランド（和歌山県西牟婁郡白浜町） - 科学
- スパワールド（大阪府大阪市浪速区） - 世界の温泉
- 太閤の湯（兵庫県神戸市北区） - 太閤秀吉の時代と温泉
- 太陽公園（兵庫県姫路市）
- 東映太秦映画村（京都府京都市右京区） - 日本史・時代劇撮影所など
- ともいきの国 伊勢忍者キングダム（三重県伊勢市） - 戦国時代、忍者、日本文化、安土桃山時代
- ナガシマリゾート（三重県桑名市）
  - ナガシマスパーランド
  - なばなの里
- ニジゲンノモリ（兵庫県淡路市） - 2次元コンテンツ
- NESTA RESORT KOBE（兵庫県三木市） - 大自然の冒険
- ひらかたパーク（大阪府枚方市）
- ポルトヨーロッパ（和歌山県和歌山市） - ヨーロッパの港町
- 道の駅神戸フルーツ・フラワーパーク大沢（兵庫県神戸市） - 花と果実
- 箕面温泉スパーガーデン（大阪府箕面市） - 温泉
- ユニバーサル・スタジオ・ジャパン（USJ、大阪府大阪市此花区） - ハリウッド映画撮影所など
- レゴランド・ディスカバリー・センター大阪（大阪府大阪市港区） - レゴブロック

### 中国・四国
- えひめこどもの城（愛媛県松山市）
- NEWレオマワールド（香川県丸亀市）
- 二十四の瞳映画村（香川県小豆島）
- 松江フォーゲルパーク（島根県松江市）
- マイントピア別子（愛媛県新居浜市）
- みろくの里（広島県福山市）
- ブラジリアンパーク 鷲羽山ハイランド（岡山県倉敷市）

### 九州・沖縄
- 有田ポーセリンパーク（佐賀県西松浦郡有田町）[7]
- おきなわワールド 文化王国・玉泉洞（沖縄県南城市） - 沖縄の自然・歴史文化など
- キッザニア福岡（福岡県福岡市博多区） - 子どもの職業体験
- ジャングリア沖縄（沖縄県国頭郡今帰仁村）
- ハーモニーランド（大分県速見郡日出町） - サンリオキャラクター
- ハウステンボス（長崎県佐世保市） - オランダを含むヨーロッパ
- 肥前夢街道（佐賀県嬉野市）
- ナゴパイナップルパーク（沖縄県名護市） - パイナップル
- 琉球村（沖縄県恩納村） - 琉球文化
- 湯布院フローラルビレッジ（大分県別府市）

### かつて存在したテーマパーク
- 赤城高原牧場クローネンベルク（群馬県前橋市）
- アクアリゾート ルネスかなざわ（石川県金沢市）
- アジアパーク（熊本県荒尾市）
- 天城いのしし村（静岡県伊豆市）
- 阿波大正浪漫 バルトの庭（徳島県鳴門市） - 映画「バルトの楽園」
- 石鎚芸術村チロルの森（愛媛県西条市)
- 石原プロワールド・西部警察（北海道小樽市）
- 市倉ファーム（愛媛県西条市)
- いぬたま・ねこたま（東京都世田谷区）
- 石廊崎ジャングルパーク（静岡県賀茂郡南伊豆町）
- いわき仏の里（福島県いわき市）
- ウェスタン村（栃木県日光市)
- ウルトラマンランド（熊本県荒尾市）
- 愛媛わんわん村（愛媛県温泉郡重信町）
- エルンテ大洲（愛媛県大洲市）
- 小樽超魔術館（北海道小樽市）
- 観光名所小樽よしもと（北海道小樽市）
- 柏崎トルコ文化村（新潟県柏崎市）
- 加賀百万石時代村（石川県加賀市）
- 神奈川フィッシングパーク（神奈川県相模原市）
- 鎌倉シネマワールド（神奈川県鎌倉市）
- 北の都芦別（北海道芦別市）
- 九州わんわん王国（熊本県荒尾市）
- 倉敷チボリ公園（岡山県倉敷市）
- グリュック王国（北海道帯広市）
- 呉ポートピアランド（広島県呉市）
- ゴールドパーク串木野（鹿児島県串木野市）
- 宝塚ファミリーランド（兵庫県宝塚市）
- 月夜野びーどろパーク（群馬県みなかみ町）
- 奈良ドリームランド（奈良県奈良市）
- 四国ニュージーランド村（香川県仲多度郡満濃町）
- しましまタウン（神奈川県川崎市高津区、愛知県名古屋市千種区など日本国内7箇所）
- J-WORLD TOKYO（東京都豊島区） - 週刊少年ジャンプ
- 新宿ジョイポリス（東京都新宿区）
- スペースワールド（福岡県北九州市八幡東区）
- 天華園（北海道登別市）
- ていれぎの里（愛媛県西条市）
- 東京セサミプレイス（東京都あきる野市）
- とうほくニュージーランド村（岩手県奥州市）
- 長崎オランダ村（長崎県西彼杵郡西彼町）
- 名古屋港イタリア村（愛知県名古屋市港区）
- 行川アイランド（千葉県勝浦市）
- ナムコ・ワンダーエッグ（東京都世田谷区）
- 新潟ロシア村（新潟県北蒲原郡笹神村）
- ネイチャーランド 沼田ドイツ村 ケイニッヒ・クロルト（群馬県沼田市）
- ネイブルランド（福岡県大牟田市）
- 広島ニュージーランド村（広島県安芸高田市）
- びわ湖わんわん王国（滋賀県守山市）
- フェスティバルゲート（大阪府大阪市）
- フォルテ西条（愛媛県西条市）
- 福岡歴史の町 忍者村（福岡県福岡市西区）
- 富士ガリバー王国（山梨県西八代郡上九一色村）
- MAZARIA（東京都豊島区）
- MEGAWEB（東京都江東区） - トヨタ自動車
- 山口ニュージーランド村（山口県美祢市）
- ユネスコ村（埼玉県所沢市）
- 横浜ジョイポリス（神奈川県横浜市中区）
- 横浜ドリームランド（神奈川県横浜市戸塚区）
- ワープステーション江戸（茨城県つくばみらい市）

### 休園中のテーマパーク
・ 日本元気劇場（石川県加賀市）

## 世界のテーマパーク一覧

### 北米
- ディズニーランド・リゾート（米国・カリフォルニア）
  - ディズニーランド
  - ディズニー・カリフォルニア・アドベンチャー
- ウォルト・ディズニー・ワールド・リゾート（米国・フロリダ）
  - マジック・キングダム
  - ディズニー・ハリウッド・スタジオ
  - ディズニー・アニマル・キングダム
  - エプコット
- ユニバーサル・スタジオ・ハリウッド（米国・カリフォルニア）
- パラマウント カナダズ ワンダーランド（英語版）（カナダ）
- ユニバーサル・オーランド・リゾート（米国・フロリダ）
  - ユニバーサル・スタジオ・フロリダ
  - アイランズ・オブ・アドベンチャー
- レゴランド（デンマーク・ビルン、イギリス・ウィンザー、米国・カリフォルニア、ドイツ・ギュンツブルク）

### 欧州
- ディズニーランド・パリ（フランス・パリ）
  - ディズニーランド・パーク
  - ウォルト・ディズニー・スタジオ・パーク
- シックスフラッグス
- パラマウント・ロンドン（英語版）（イギリス）
- ポートアベンチャー（スペイン語版）（スペイン）
- ヨーロッパ・パーク（ドイツ）
- プレジャー・ビーチ・ブラックプール（イギリス）
- チボリガーデンズ（デンマーク・コペンハーゲン）
- アステリックス・パーク（フランス・パリ郊外）
- シテ・ド・レスパス（フランス・トゥールーズ郊外）
- 夢の島 (モスクワ)（ロシア・モスクワ）

### アジア
（ベトナム）
- 上海ディズニーリゾート
  - 上海ディズニーランド（中国・上海市）
- 香港ディズニーランド・リゾート

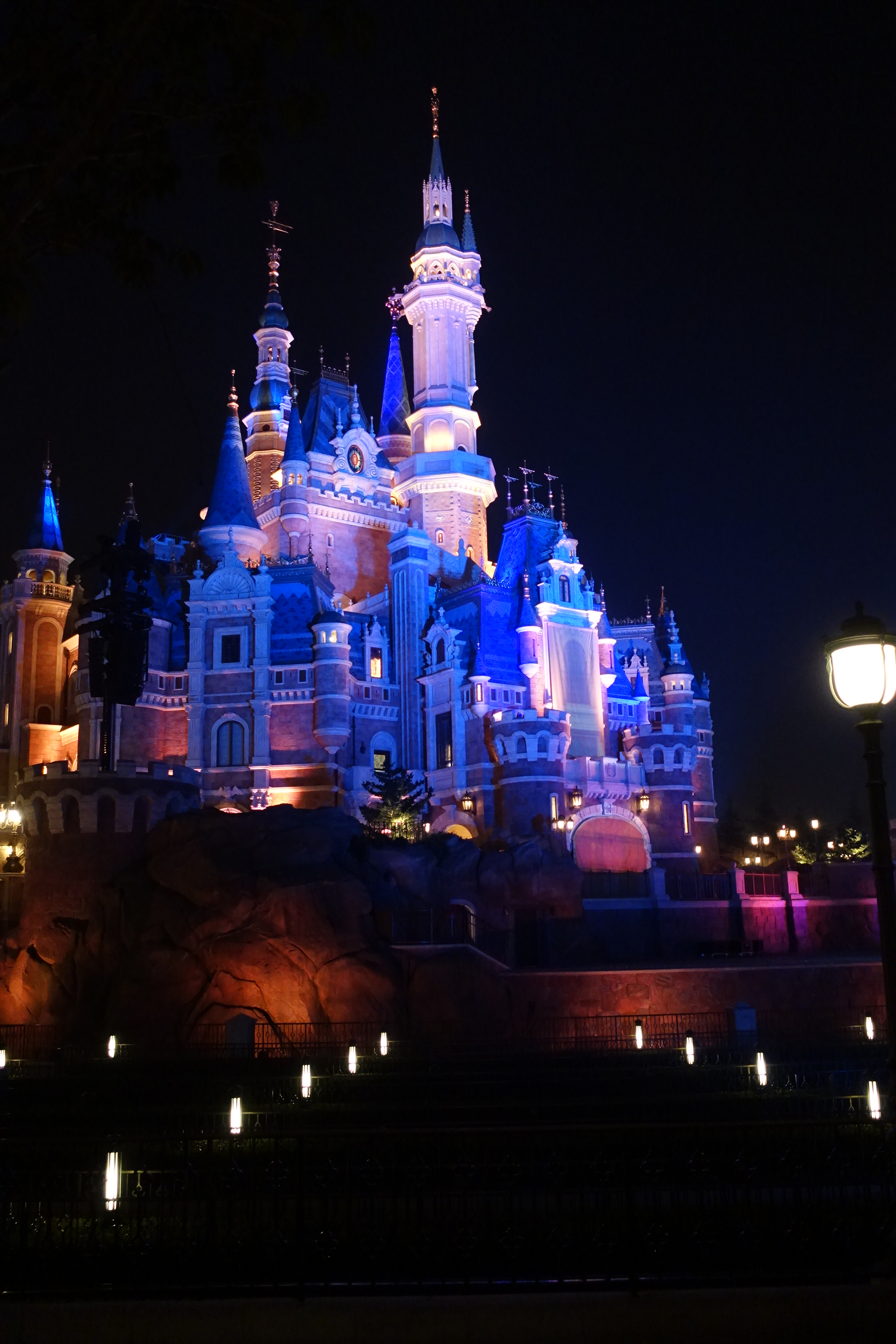
上海ディズニーリゾート

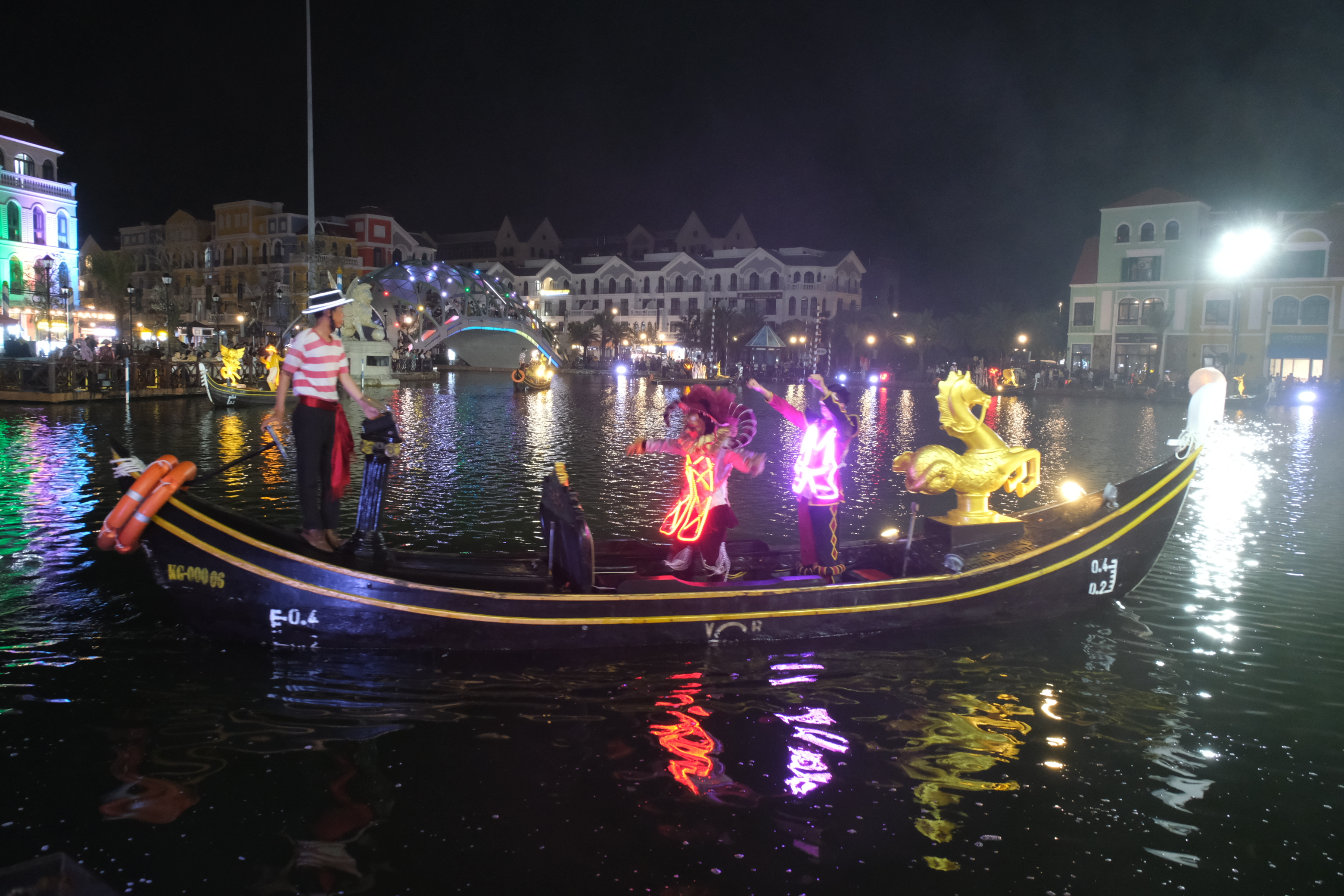
グランドワールド・フーコック

  - 香港ディズニーランド（中国・香港特別行政区）
  - インスピレーションレーク
- ユニバーサル・北京・リゾート
  - ユニバーサル・スタジオ・北京（中国・北京市）
- ユニバーサル・スタジオ・シンガポール
- IMG ワールド・オブ・アドベンチャー UAE
- 六福村（中国語版）（台湾・新竹県）
- 小人国（中国語版）（台湾・桃園県）
- ロッテワールド（韓国・ソウルおよび釜山）
- エバーランド（韓国）
- レゴランド・コリア・リゾート（韓国）
- 杭州ハローキティ楽園（中国・浙江省）
- 小矮人王国（中国）
- 石景山遊楽園（中国）
- グランドワールド・フーコック（ベトナム）
- レゴランド・マレーシア（マレーシア・ジョホール州）
- サンウェイ・ラグーン（マレーシア・セランゴール州）
- コロンビア・ピクチャーズ・アクアバース（タイ・バンサライ）[8]

### アフリカ
- ゴールド・リーフ・シティ（南アフリカ共和国）

### オセアニア
- パロネラ・パーク（オーストラリア）

## テーマパーク集客人員

### 日本のテーマパーク集客人員（2016年度）
綜合ユニコム「全国の主要レジャー・集客施設 入場者数ランキング 2017」より
1. 東京ディズニーランド・東京ディズニーシー 千葉県浦安市 30,004,000
2. ユニバーサル・スタジオ・ジャパン 大阪府大阪市 14,600,000
3. ハウステンボス 長崎 2,894,000

### 世界のテーマパーク集客順位

#### 米TEA社による世界のテーマパークの集客人員
レジャー産業を調査している米TEA社が2019年5月22日に発表した、2018年の世界のテーマパークの集客数を記載する。
1. マジック・キングダム フロリダ 米国 20,859,000
2. ディズニーランド アナハイム  米国 18,666,000
3. 東京ディズニーランド 千葉県・浦安市 日本 17,907,000
4. 東京ディズニーシー 千葉県・浦安市 日本 14,651,000
5. ユニバーサル・スタジオ・ジャパン 大阪府大阪市・此花区 日本 14,300,000
6. ディズニー・アニマル・キングダム フロリダ 米国 13,750,000
7. エプコット フロリダ 米国 12,444,000
8. 上海ディズニーランド 上海 中国 11,800,000
9. ディズニー・ハリウッド・スタジオ フロリダ 米国 11,258,000
10. 珠海長隆海洋王国 珠海市 中国 10,830,000
11. ユニバーサル・スタジオ・フロリダ フロリダ 米国 10,708,000
12. ディズニー・カリフォルニア・アドベンチャー アナハイム 米国 9,861,000
13. ディズニーランド・パリ パリ フランス 9,843,000
14. アイランズ・オブ・アドベンチャー フロリダ 米国 9,788,000
15. ユニバーサル・スタジオ・ハリウッド カリフォルニア 9,147,000
16. 香港ディズニーランド 香港 中国  6,700,000
17. ロッテワールド ソウル 韓国 5,960,000
18. ナガシマスパーランド 三重県桑名市  5,920,000
19. エバーランド 京畿道・龍仁市 韓国 5,850,000
20. 香港海洋公園 香港 中国 5,800,000
21. ヨーロッパ・パーク ルスト ドイツ 5,720,000
22. エフテリング 北ブラバント州 オランダ 5,400,000
23. ウォルト・ディズニー・スタジオ・パーク パリ フランス 5,298,000
24. チボリガーデンズ コペンハーゲン デンマーク 4,850,000
25. 長隆歓楽世界 広州市 中国 4,680,000

#### フォーブスが選んだ世界10大テーマパーク
米国誌フォーブスが選んだ「世界10大テーマパーク」（2006年6月1日）
1. ：マジック・キングダム（アメリカ）
2. ：東京ディズニーランド（日本）
3. ：ディズニーランド パリ（フランス）
4. ：エバーランド（韓国）
5. ：ブラックプールプレジャービーチ（イギリス）
6. ：チボリガーデン（コペンハーゲン・デンマーク）
7. ：オーシャンパーク（香港）
8. ：ヨーロッパパーク（ドイツ）
9. ：パラマウントカナダズワンダーランド（カナダ）
10. ：ポートアベンチャー（スペイン）